# سيلفيا أباسكال
سيلفيا أباسكال (بالإسبانية: Silvia Abascal)‏ هي ممثلة إسبانية، ولدت في 20 مارس 1979 بمدريد في إسبانيا.

## وصلات خارجية
- سيلفيا أباسكال على موقع IMDb (الإنجليزية)
- سيلفيا أباسكال على موقع قاعدة بيانات الأفلام العربية
- سيلفيا أباسكال على موقع ألو سيني (الفرنسية)
- سيلفيا أباسكال على موقع أول موفي (الإنجليزية)
- سيلفيا أباسكال على موقع قاعدة بيانات الفيلم (الإنجليزية)
- سيلفيا أباسكال على موقع كينوبويسك (الروسية)